# Antal Flórián liechtensteini herceg
Antal Flórián (Anton Florian von Liechtenstein; 1656. május 28. – 1721. október 11.) a Liechtenstein-ház ötödik hercege és a Liechtensteini hercegség első uralkodója.  

## Élete
Antal Flórián 1656. május 28-án született Wilfersdorfban, III. Hartmann von Liechtenstein herceg és Sidonie Elisabeth von Salm-Reifferscheidt gyermekeként. Gyerekkorától kezdve az udvari teendők ellátására készítették fel. Már húszévesen császári kamarási hivatalt kapott, 1687-ben pedig rábízták a magyarországi szegények ügyét. Két évvel később tagja lett a Titkos tanácsnak; ezután pedig I. Lipót császár szentszéki különleges küldötteként, 1691-től pedig nagyköveteként szolgált.   
1693-ban megbízták Károly főherceg, a leendő VI. Károly oktatásával és kinevezték főudvarmesterré. 1697-ben felvették az Aranygyapjas rendbe. 1703-ban a spanyol örökösödési háború során követte a főherceget Spanyolországba, akit III. Károly néven spanyol királlyá választottak. Ekkor spanyol grand méltóságot is kapott és főminiszterként szolgálta a királyt. Károly fivére 1711-ben meghalt, ő pedig megörökölte a német császári koronát; ez véget vetett spanyol ambícióinak. Miután visszatért Bécsbe, Antal Flórián császári főintendánsi kinevezést kapott és ő vezette a Titkos tanácsot is.  
1718-ban átvette a Liechtenstein család vezetését kiskorú unokaöccsétől, József Venceltől. 1719 januárjában a császár kedvelt minisztere számára annak schellenbergi és vaduzi birtokaiból létrehozta a Liechtensteini hercegséget, hogy helyet foglalhasson a birodalmi hercegi tanácsban (a Liechtenstein család addig Sziléziában rendelkezett hercegségi birtokokkal, de az kívül esett a Német-római Birodalom történelmi határain).  
Antal Flórián 1721. október 11-én halt meg Bécsben, 65 évesen. Sírja a család hagyományos temetkezőhelyén, a morvaországi Vranov u Brna községben található. Címeit és birtokait legidősebb életben lévő fia, József János Ádám örökölte. 

## Családja
Antal Flórián 1679-ben vette feleségül Eleonore Barbara von Thun und Hohenstein grófnőt (1661-1723). Tizenegy gyermekük született:
- Franz Augustin (1680–1681)
- Eleonore (1681–1682)
- Antonia Maria Eleonore (1683 – 1715) feleségül ment Johann Adam von Lamberghez, majd annak halála után Ehrgott Maximilian von Kuefsteinhez
- Karl Josef Florian (1685-1685)
- Anton Ignaz Josef (1689–1690)
- Josef Johann Adam (1690 – 1732) Liechtenstein hercege
- Innozenz Franz Anton (1693–1707)
- Maria Karoline Anna (1694 – 1735)
- Karl Josef (1697–1704)
- Anna Maria Antonie  (1699–1753) feleségül ment unokatestvéréhez, József Vencelhez
- Maria Eleonore (1703 – 1757) feleségül ment Friedrich August von Harrach-Rohrau grófhoz

## Fordítás
- Ez a szócikk részben vagy egészben  az   Anton Florian (Liechtenstein) című német Wikipédia-szócikk ezen változatának fordításán alapul.  Az eredeti cikk szerkesztőit annak laptörténete sorolja fel. Ez a jelzés csupán a megfogalmazás eredetét és a szerzői jogokat jelzi, nem szolgál a cikkben szereplő információk forrásmegjelöléseként.